# Décennie 1120 en arts plastiques
Cette page concerne les années 1120 en arts plastiques.

## Naissances
- 1120 : Zhao Boju, peintre chinois.
- 1127 : Lin Tinggui, peintre chinois.

## Décès
- 1120 : Fujiwara no Sadazane, calligraphe japonais.
- 1126 : Cai Jing, calligraphe chinois.